# Шепард, Джессика
Джессика Шепард (англ. Jessica Shepard; род. 11 сентября 1996 года во Фримонте, Небраска, США) — американская профессиональная баскетболистка, которая выступает за команду женской национальной баскетбольной ассоциации «Миннесота Линкс», которой и была выбрана на драфте ВНБА 2019 года во втором раунде под общим шестнадцатым номером. Играет на позиции тяжёлого форварда.

## Ранние годы
Джессика родилась 11 сентября 1996 года в городе Фримонт, штат Небраска, в семье Марка и Ким Шепард, у неё есть старший брат, Клейтон, и четыре сестры, Тейлор, Саманта, Эмма и Сара, училась она там же в одноимённой средней школе, в которой выступала за местную баскетбольную команду.